# Deutsche Freie-Partie-Meisterschaft 1998/99
Die Deutsche Freie-Partie-Meisterschaft 1998/99 ist eine Billard-Turnierserie und fand vom 4. bis zum 6. Dezember 1998 in Herne zum 31. Mal statt.

## Geschichte
Leider liegen von dieser Meisterschaft keine Informationen vor. Daher ist die Endtabelle aus der Enzyklopädie des Billardsports. Die kompletten Ergebnisse stammen von Axel Büscher.

## Modus
Die Endplatzierung ergab sich aus folgenden Kriterien:
1. Matchpunkte
2. Generaldurchschnitt (GD)
3. Höchstserie (HS)

## Turnierverlauf

### Gruppenphase
| MP    | Match Points (Sieger = 2; Unentschieden = 1; Verlierer = 0) |
| Pkte. | Erzielte Karambolagen                                       |
| Aufn. | Benötigte Versuche                                          |
| GD    | Generaldurchschnitt                                         |
| BED   | Bester Einzeldurchschnitt eines Spielers                    |
| HS    | Höchstserie                                                 |
|       | Bester GD des Turniers                                      |
|       | Bester ED des Turniers                                      |
|       | Beste HS des Turniers                                       |
|       | 1. Platz (Gold)                                             |
|       | 2. Platz (Silber)                                           |
|       | 3. Platz (Bronze)                                           |

| Platz | Name             | MP  | Pkte. | Aufn. | GD    | BED    | HS  |
| ----- | ---------------- | --- | ----- | ----- | ----- | ------ | --- |
| 1     | Thomas Nockemann | 6:0 | 900   | 20    | 45,00 | 150,00 | 293 |
| 2     | Arnd Riedel      | 4:2 | 610   | 26    | 23,46 | 33,33  | 171 |
| 3     | Axel Büscher     | 2:4 | 666   | 19    | 35,05 | 37,50  | 130 |
| 4     | Carsten Krane    | 0:6 | 478   | 37    | 12,91 | –      | 93  |

| Platz | Name             | MP  | Pkte. | Aufn. | GD    | BED   | HS  |
| ----- | ---------------- | --- | ----- | ----- | ----- | ----- | --- |
| 1     | Hans Wernikowski | 6:0 | 900   | 33    | 27,27 | 33,33 | 169 |
| 2     | Simon Franzel    | 4:2 | 845   | 24    | 35,20 | 42,85 | 230 |
| 3     | Jens Grappendorf | 2:4 | 638   | 27    | 23,44 | 42,85 | 170 |
| 4     | Udo Mielke       | 0:6 | 517   | 26    | 19,88 | –     | 143 |

| Platz | Name               | MP  | Pkte. | Aufn. | GD    | BED    | HS  |
| ----- | ------------------ | --- | ----- | ----- | ----- | ------ | --- |
| 1     | Markus Melerski    | 6:0 | 900   | 29    | 31,03 | 150,00 | 197 |
| 2     | Carsten Lässig     | 2:4 | 599   | 12    | 49,91 | 100,00 | 288 |
| 3     | Stephan Vican      | 2:4 | 618   | 28    | 22,07 | 18,75  | 137 |
| 4     | Rainer Mikolajczak | 2:4 | 767   | 41    | 18,70 | 42,85  | 202 |

## Finalrunde
Legende: MP/Pkte./Aufn./ED/HS

|  | Halbfinale (300 Punkte)       | Halbfinale (300 Punkte) |                    |                     | Finale (300 Punkte) | Finale (300 Punkte) |
|  |                               |                         |                    |                     |                     |                     |
|  | Thomas Nockemann              | 2:0/300/6/50,00/208     |                    |                     |                     |                     |
|  | Franzel Simon                 | 0:2/25/6/4,16/15        |                    |                     |                     |                     |
|  |                               |                         |                    |                     |                     |                     |
|  |                               |                         |                    |                     |                     |                     |
|  | Thomas Nockemann              | 2:0/300/7/42,85/285     |                    |                     |                     |                     |
|  |                               | Hans Wernikowski        | 0:2/108/7/15,42/78 |                     |                     |                     |
|  |                               |                         |                    |                     |                     |                     |
|  | Spiel um Platz 3 (300 Punkte) |                         |                    |                     |                     |                     |
|  |                               |                         | Franzel Simon      | 0:2/51/5/10,20/25   |                     |                     |
|  | Hans Wernikowski              | 2:0/300/7/42,85/115     | Markus Melerski    | 2:0/300/5/60,00/241 |                     |                     |
|  | Markus Melerski               | 0:2/132/7/18,85/116     |                    |                     |                     |                     |

### Abschlusstabelle
| MP    | Match Punkte (Sieger = 2; Unentschieden = 1; Verlierer = 0) |
| SV    | Satzverhältnis (nur bei Turnieren im Satzsystem)            |
| Pkte. | Erzielte Karambolagen                                       |
| Aufn. | benötigte Aufnahmen                                         |
| GD    | Generaldurchschnitt                                         |
| MGD   | Mannschafts-Generaldurchschnitt                             |
| BED   | Bester Einzeldurchschnitt eines Spielers                    |
| BEMD  | Bester Einzeldurchschnitt einer Mannschaft                  |
| BSD   | Bester Satzdurchschnitt eines Spielers                      |
| HS    | Höchstserie                                                 |
| WRP   | Weltranglistenpunkte                                        |

| Klassement                 | Klassement                   | Klassement | Klassement | Klassement | Klassement | Klassement | Klassement | Klassement | Klassement |
| Platz                      | Name                         | MP         | Pkte.      | Aufn.      | GD         | BED        | HS         |            |            |
| -------------------------- | ---------------------------- | ---------- | ---------- | ---------- | ---------- | ---------- | ---------- | ---------- | ---------- |
| 1                          | Thomas Nockemann (Bochum)    | 10:0       | 1500       | 33         | 45,45      | 150,00     | 293        |            |            |
| 2                          | Hans Wernikowski (Herne)     | 8:2        | 1308       | 47         | 27,82      | 42,85      | 169        |            |            |
| 3                          | Markus Melerski (Herne)      | 8:2        | 1332       | 41         | 32,48      | 150,00     | 241        |            |            |
| 4                          | Franzel Simon (Elversberg)   | 4:6        | 921        | 35         | 26,31      | 42,85      | 230        |            |            |
| 5                          | Arnd Riedel (Berlin)         | 4:2        | 610        | 26         | 23,46      | 33,33      | 171        |            |            |
| 6                          | Carsten Lässig (Coesfeld)    | 2:4        | 599        | 12         | 49,91      | 100,00     | 288        |            |            |
| 7                          | Axel Büscher (Hilden)        | 2:4        | 666        | 19         | 35,05      | 37,50      | 130        |            |            |
| 8                          | Jens Grappendorf (Frankfurt) | 2:4        | 638        | 27         | 23,44      | 42,85      | 170        |            |            |
| 9                          | Stephan Vican (Frankfurt)    | 2:4        | 618        | 28         | 22,07      | 18,75      | 137        |            |            |
| 10                         | Rainer Mikolajczak (Bottrop) | 2:4        | 767        | 41         | 18,70      | 42,85      | 202        |            |            |
| 11                         | Udo Mielke (Krefeld)         | 0:6        | 517        | 26         | 19,88      | –          | 143        |            |            |
| 12                         | Carsten Krane (Herne)        | 0:6        | 478        | 37         | 12,91      | –          | 93         |            |            |
| Turnierdurchschnitt: 26,74 |                              |            |            |            |            |            |            |            |            |